# Okręg Bistrița-Năsăud
Bistrița-Năsăud (węg. Beszterce-Naszód) – okręg w północnej Rumunii (Siedmiogród), ze stolicą w mieście Bystrzyca. W 2011 roku liczył 277 861 mieszkańców. Okręg ma powierzchnię 5355 km², a w 2002 gęstość zaludnienia wynosiła 61 os./km².

## Struktura narodowościowa
Według spisu ludności z roku 2011 okręg Bistrița-Năsăud zamieszkiwały następujące narodowości:
- Rumuni - 86,5%
- Węgrzy - 5,0%
- Romowie - 4,2%
- Niemcy - 0,150%
- Ukraińcy - 0,019%
- Włosi - 0,012%
- Turcy - 0,006%
- Rosjanie - 0,006%
- Żydzi - 0,005%
- Polacy - 0,002%

## Miasta
- Beclean (węg. Bethlen)
- Bystrzyca (rum. Bistrița, węg. Besztercze)
- Năsăud (węg. Naszód)
- Sângeorz-Băi (węg. Oláhszentgyörgy).

## Gminy
- Bistrița Bârgăului
- Braniștea
- Budacu de Jos
- Budești
- Căianu Mic
- Cetate
- Chiochiș
- Chiuza
- Ciceu-Giurgești
- Ciceu-Mihăiești
- Coșbuc
- Dumitra
- Dumitrița
- Feldru
- Galații Bistriței
- Ilva Mare
- Ilva Mică
- Josenii Bârgăului
- Leșu
- Lechința
- Livezile
- Lunca Ilvei
- Maieru
- Matei
- Măgura Ilvei
- Mărișelu
- Miceștii de Câmpie
- Milaș
- Monor
- Negrilești
- Nimigea
- Nușeni
- Parva
- Petru Rareș
- Poiana Ilvei
- Prundu Bârgăului
- Rebra
- Rebrișoara
- Rodna
- Romuli
- Runcu Salvei
- Salva
- Sânmihaiu de Câmpie
- Șieu
- Șieu-Odorhei
- Șieu-Măgheruș
- Șieuț
- Șintereag
- Silivașu de Câmpie
- Spermezeu
- Șanț
- Târlișua
- Teaca
- Telciu
- Tiha Bârgăului
- Uriu
- Urmeniș
- Zagra